# بوبيو (بييمونتي)
بوبيو (بالإيطالية: Bubbio)‏ هي بلدة وبلدية في مقاطعة أستي في إقليم بييمونتي في جنوب إيطاليا.

## السكان
في سنة 1861 بلغ عدد السكان 1٬455 نسمة، وتطور العدد ليصل في سنة 2011 لـ 912 نسمة.
يظهر هذا المخطط البياني تطور النمو السكاني لـ بوبيو (بييمونتي)